# Abd al-Haqq II
Abd al-Haqq II, född 1419, död 1465, var regerande sultan av Marocko mellan 1420 och 1465. Han tillhörde marinidernas dynasti.